# Vought VE-7
Le Vought VE-7 "Bluebird" est un des premiers biplans des États-Unis. Volant pour la première fois en 1917, il a été conçu comme un avion d'entraînement biplace pour l'armée américaine, puis adopté par la marine américaine comme son premier avion de chasse. En 1922, un VE-7 est devenu le premier avion à décoller d'un porte-avions américain, le Langley.